# Нелькан (Хабаровский край)
Нелька́н — село в Аяно-Майском районе Хабаровского края, в 200 км от райцентра Аян. Организационный центр захребтовой части Аяно-Майского района, конечный пункт судоходства по реке Мае. Национальные производства — промысловые хозяйства «Оленевод», «Нельканское», «One», подразделения старательских артелей «Амур» и «Прибрежная», автозимники до участков артелей на Кондёре, Улахане и другие. Сооружается автодорога до Аяна. В городе есть отделение связи, участковая больница, средняя школа, дошкольное учреждение, библиотека, дом культуры, сельская администрация, аэропорт. Работает сотовая связь (МегаФон).
Население по данным на 2021 г. — 721 человека.

## Происхождение названия

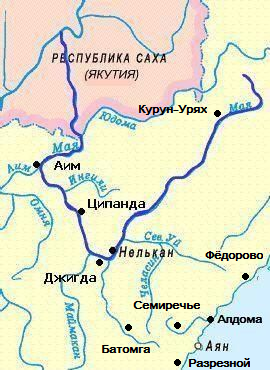

Название «Нелькан» имеет эвенкийские корни — «нель» означает стрелка или место от слияния двух рек. Так и есть на самом деле: село расположено возле устья реки Чуя, впадающей в реку Мая. Суффикс «кан» означает, «тот, кто здесь живёт», то есть принадлежность к данной местности.

## История

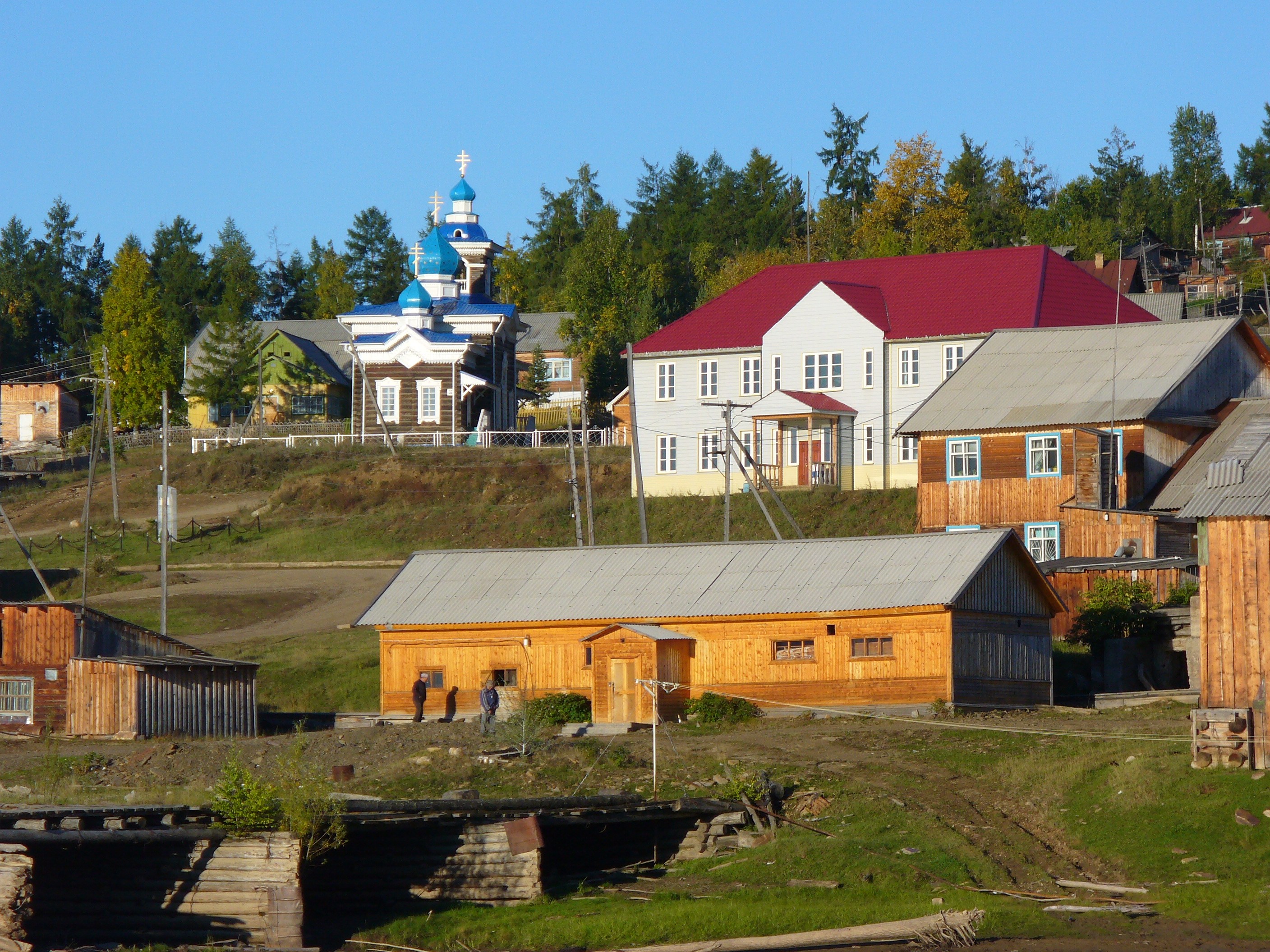
Центр с. Нелькан. 2007 год

Есть точное подтверждение, когда и кем было основано урочище Нелькан. В 1816 году в Якутии случилась страшнейшая эпидемия сибирской язвы. Якуты лишились почти всех лошадей, прекратился подвоз продовольствия в отдаленные районы и начались массовые голодовки кочующих тунгусов. Тогда-то и было принято решение об открытии повсеместно хлебозапасных магазинов, чтобы поддержать местный люд в трудную годину. По распоряжению Якутского областного управления к местам проведения ярмарок тунгусами направляются в 1818 году служивые казаки Прокопий Новгородов и Григорий Ципандин для организации хлебозапасного магазина. Согласно предписанию из якутского областного управления смотрителю Нельканского магазина, «тунгусы Майские, бежавшие из Охотска ссыльных будучи разорены и терпят голодовку. Желая оказать пособие потерпевшим разорение тунгусам я предписываю отправить тебе тем тунгусам, коми по ближайшему удостоверению твоему и Родового управления более прочих терпят от разорения голодовку, отправить им на пропитание из Нельканских магазинов 50 пудов провианта по казённой цене, разделяя из онаго каждому такое количество, какое будет приходиться и не иначе, как под круговое их и Родового управления поручительства, а деньги за оной взыскать с них в будущем году. О последствии по сему подробно мне донести».
1 августа 1818 года сделана первая запись об открытии хлебозапасного магазина в урочище Нелькан (в день празднества Всемилостивому Спасу и Пресвятой Богородицы, «Изнесение честных древ животворящего Креста Господня»). С тех пор ни на один день жизнь в этом селении не прекращалась. Суть хлебозапасного магазина не менялась вплоть до 1848 года, когда он перешёл в ведение Российско-Американской компании и вплоть до 1867 года (время закрытия РАК) магазин принадлежал компании.
В 1851 году Амгино-Аянский тракт становится казённым почтовым, а Нелькан — одной из его станций. То есть статус Нелькана определяется как государственный и забота о его жизнедеятельности должна лечь на плечи чиновников. Чиновники же переложили эти заботы на плечи притрактового населения. Первыми переселенцами стали крестьяне-старообрядцы из Забайкалья (скопцы в основном), они расселились в районе Усть-Маи, а в Нелькан прибыли крестьяне Бушковы, Березовские, Протодьяконовы, Сукневы. В 1852 году начинается сбор средств на строительство часовни. Через десять лет, в 1862 году она была построена, а в 1864 году её освятил архиепископ Камчатки и Алеутский Иннокентий.

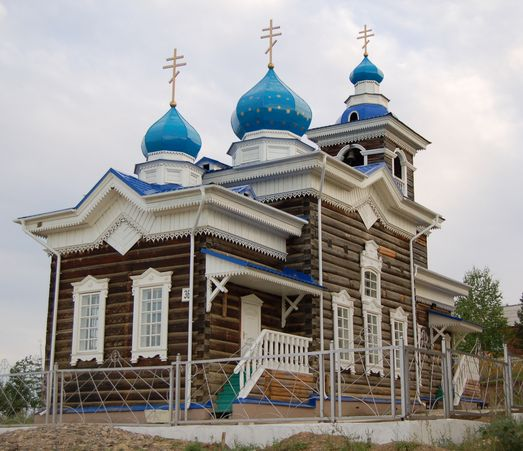
Церковь Благовещения Божией Матери

Самым непростым временем в истории Нелькана были годы смены веков и первых десятилетий XX-го века. После упразднения Российско-Американской компании в Нелькане было 7 дворов, в которых проживало всего 18 человек. Жизнь закипела с началом «чайного пути», когда из Китая в Якутск, а оттуда в Иркутск доставлялся китайский чай — тогда здесь и население значительно выросло. Из Русской Америки и Японии морем в Аян стали доставлять плиточный и байховый чай. В год чая перевозилось до 100 тысяч ящиков, за что тракт и получил название — чайный. К началу летней навигации в Нелькане собиралось до 200 рабочих якутов, подключались к чайному делу и «зимние» рабочие — эвенки-каюры. Жизнь села была, что называется, на пике. Вплоть до того, что требовались свои, местные грамотные люди и для этой цели в 1902 году была открыта церковно-приходская школа. Её первым учителем был священник Нельканской Благовещенской церкви отец Василий Мальцев. Впоследствии в школу прибыли учителя — фактически с этого времени можно считать начало становления системы образовании в селе Нелькан.

Обелиск чекистам, погибшим в 1927 году

С приходом новой власти в Нелькане началось самое суматошное время — во-первых, Нелькан относился с 1914 года к Якутской области, Якутскому уезду, впоследствии к Якутской АССР. В 1920 году Нелькан отделился из состава Алдано-Майского улуса и как самостоятельный улус остался в составе Якутской АССР. В 1922 году была образована Дальневосточная область, Якутская АССР туда не вошла, при этом порт Аян был отнесён к территории ДВО и входил в Камчатскую губернию. Вопрос административно-территориального деления в те годы был настолько острым и запутанным в коллизиях межнациональных, экономических, политических проблем, что это и послужило созданию ситуации перманентных революционных выступлений. В течение десяти лет местную власть в Нелькане представляли улусные революционные комитеты, первым председателем УлРевкома был Бушков Николай Васильевич, расстрелянный контрреволюционерами в 1922 году.
Во время Тунгусского восстания в мае 1924 года восставшие заняли Нелькан, который стал базой повстанцев. Здесь разместилась группировка численностью до 300 вооружённых человек.
Нелькан в силу своего географического положения оказался в гуще тех событий, о которых, таких как поход Пепеляева известно много; о других, таких как выступление Артемьева, Галибарова чуть поменьше, ещё более запутанной сегодня видятся боевые действия отряда Васина и смерть чекистов в 1927 году в Нелькане, памятник которым стоит в центре села.
10 декабря 1930 года был образован Аяно-Майский район в составе национального Охотского Эвенского округа Дальневосточного края, Нелькан вошёл в состав национального округа в Аяно-Майский район, но как административно-территориальная единица относился до 1932 года к Якутской АССР.

## Климат
Климат резко континентальный. Зима экстремально суровая и малоснежная. Лето короткое. Поэтому развита вечная мерзлота.
| Показатель                   | Янв.  | Фев.  | Март  | Апр. | Май | Июнь | Июль | Авг. | Сен. | Окт. | Нояб. | Дек.  | Год  |
| ---------------------------- | ----- | ----- | ----- | ---- | --- | ---- | ---- | ---- | ---- | ---- | ----- | ----- | ---- |
| Средняя температура, °C      | −34,6 | −28,4 | −16,7 | −3   | 6,9 | 15,2 | 17,5 | 14,2 | 6,4  | −5,7 | −23,3 | −34,1 | −7,1 |
| Норма осадков, мм            | 14    | 9     | 8     | 16   | 33  | 41   | 66   | 61   | 50   | 33   | 22    | 14    | 367  |
| Источник: ФГБУ "ВНИИГМИ-МЦД" |       |       |       |      |     |      |      |      |      |      |       |       |      |

## Население
| 1992 | 2002  | 2010 | 2011 | 2012 | 2013 | 2014 |
| ---- | ----- | ---- | ---- | ---- | ---- | ---- |
| 2100 | ↘1203 | ↘843 | ↘841 | ↘800 | ↘779 | ↘763 |
| 2015 | 2016  | 2017 | 2018 | 2019 | 2020 | 2021 |
| ↘743 | ↘734  | ↘729 | ↘719 | ↘700 | ↘667 | ↗721 |

## Достопримечательности
- Нельканская Благовещенская церковь — построена в 1914 г. по проекту Константина Тона.
- Памятник «Чекистам 2-го Дальневосточного кавалерийского полка погибшим в декабре 1927 г. при освобождении с. Нелькан».

## Топографические карты
- Лист карты O-53-XXIII. Масштаб: 1 : 200 000. Указать дату выпуска/состояния местности.